# Debate (género literario)
El debate es un género literario medieval que se cultivó en toda Europa.[cita requerida]

## Historia y características
Son obras por lo general en verso y los más modernos en lengua vulgar (ya había debates en latín en época carolingia: en el siglo IX, en que se fecha el Conflictus Veris et Hiemis (Disputa entre primavera e invierno), atribuido a Alcuino de York; también De rosae lilique certamine (Contienda entre el lirio y la rosa) de Sedulio Escoto, donde contienden y discuten dos personajes. Pueden ser personas, animales, plantas, religiones –sus representantes–, eminencias históricas o literarias, objetos, estaciones del año o figuras alegóricas. De esta manera, a lo largo de diversas disputas, contienden cristianos y judíos, la rosa y el lirio, el clérigo y el caballero, el vino y el agua, la justicia y la misericordia, un papa y su respectivo antipapa, el alma y el cuerpo, entre otros. Eran particularmente celebradas las contiendas entre flores.
Pelean dialéctica y retóricamente, en algunos casos, para demostrar quién tiene la supremacía en sus respectivos campos;  en otros –el alma contra el cuerpo, el vicio contra la virtud– su misma concepción evita la concordia. A veces existe un árbitro del enfrentamiento, cuya intervención no siempre cierra definitivamente el caso ni falla necesariamente a favor de alguno de los contrincantes. La disputa tiene más peso por sí misma que la búsqueda de una solución.
Parece ser un género cortesano: un noble se divertía así haciendo contender a dos escritores cortesanos para ver quién valía más. En la literatura provenzal existía el género lírico del partimen o joc partit, en que en seis estrofas y dos envíos el trovador anunciaba un problema proponiendo dos soluciones, una de las cuales era adoptada por otro compositor. Ambos alternan sus argumentos en estrofas que se suceden, proponiendo cada uno un juez en el envío que decide la cuestión. El género se desarrolló sobre todo en el siglo XIII: por ejemplo, en su segunda mitad Jean Bretel compuso no menos de noventa jeux partis. Más libre era el género provenzal de la tensó, llamada débat en el norte de Francia, en que cada trovador defendía una tesis contra la opuesta que sostenía el otro. Como forma lírica nació a mediados del siglo XII en el sur, siendo los más antiguos los compuestos por el provenzal Marcabrú.
Sin embargo, su origen se relaciona también con dialéctica escolástica, una asignatura del trivium que enseñaba a argumentar con la habilidad necesaria para componer silogismos y atacar los del contrario, a fin de encontrar la verdad. Las escuelas catedralicias y las universidades enseñaban esa habilidad: se organizaban discusiones escolares para solucionar quaestiones (una quaestio se origina cuando dos partes hablan sobre el mismo asunto asumiendo posturas contrarias. Su origen más antiguo parece estar en los diálogos platónicos o ciceronianos, así como en las dialogadas églogas de Virgilio en que dos pastores cantan alternadamente.

## Debates en la literatura europea medieval
En la Edad Media española se dispone de la Disputa del alma y el cuerpo, de la Disputa entre un cristiano y un judío, del Poema de Elena y María y de la Razón de amor con los denuestos del agua y del vino.
En francés pueden citarse De l'yver et de l'esté, bilingüe también en latín, la Desputoison du vin et de l'iaue, el poema latino Phillis et Flora, de la segunda mitad del siglo XII, el Concilio de Remiremont sobre el amor de los clérigos y los caballeros, dirimido satíricamente por un convento de monjas, la canción LV del Carmina Burana, el Jugement d'Amour etc...
En inglés destacan el anónimo The Owl and the Nightingale / El búho y el ruiseñor (siglo XIII), disputa entre dos pájaros sobre quién es más útil para el hombre; el Parlamento de las aves de Geoffrey Chaucer (¿1382?) o The Cuckoo and the Nightingale, de su seguidor Sir John Clanvowe (1341-1391). También el anónimo Wynnere and Wastoure (c. 1352), escrito en verso aliterado. Más tardío es el debate del makar escocés William Dunbar The Flyting of Dunbar and Kennedy.